# 費氏欖仁
費氏欖仁（学名：Terminalia ferdinandiana），又名卡卡杜李（Kakadu plum）、公山羊李（Billygoat plum），是使君子科诃子属的一種木本植物。原產於澳洲，廣泛的分佈在澳洲西北部至北領地安恆地區（Arnhem Land）東部的熱帶森林裡。
費氏欖仁的果實是目前已知維生素C含量最高的水果，每100公克的果肉含有3200～5000毫克的維生素C，其維生素C的含量比柳橙高出100倍。柳橙每100公克的果肉只含有50毫克的維生素C。

## 形態特徵
小至中型的落葉喬木，植株可以生長至32公尺高。樹皮乳灰色，鱗片狀。葉子淺綠色，濶㰐圓形。花小，乳白色，有香味。花序為穗狀花序，著生在枝條頂端附近。9月至12月開花（南半球的春、夏季）。果實黃綠色，長約二公分，直徑約一公分，果實從3月起開始成熟。每顆果實內有一粒種子。

## 外部連結
- Account of eating the fruit in the wild（页面存档备份，存于）
- Use in Health food market (pdf) （页面存档备份，存于）
- Resource in the US